# Ratpenat blanc de palmera
El ratpenat blanc de palmera (Diclidurus albus) és una espècie de ratpenat de la família dels embal·lonúrids que es troba a Sud-amèrica, Amèrica Central i l'illa de Trinitat.